# غوستاف هنريكسون
غوستاف هنريكسون (بالسويدية: Gustav Henriksson)‏ هو لاعب كرة قدم سويدي في مركز الدفاع، ولد في 3 فبراير 1998 في السويد. لعب مع نادي إلفسبورغ.

## وصلات خارجية
- غوستاف هنريكسون على موقع اتحاد السويد (السويدية)
- غوستاف هنريكسون على موقع قاعدة بيانات كرة القدم.إي يو (الإنجليزية)
- غوستاف هنريكسون على موقع Soccerway.com (الإنجليزية)
- غوستاف هنريكسون على موقع عالم كرة القدم.نت (الإنجليزية)